# Walden Head
Walden Head – osada w Anglii, w hrabstwie North Yorkshire, w dystrykcie (unitary authority) North Yorkshire. Leży 69 km na północny zachód od miasta York i 328 km na północny zachód od Londynu.